# The Emotional Plague
The Emotional Plague è il 3° album in studio long playing del gruppo Supreme Dicks, pubblicato in formato CD negli Stati Uniti nel 1996 dalla Homestead Records. Nel 2011 è stato pubblicato anche in formato vinile dalla Jagjaguwar.

## Tracce
Testi e musiche di Supreme Dicks.
1. Synaesthesia – 4:54
2. Cúchulain (Blackbirds Loom) – 3:31
3. Columnated Ruins/Seeing Distant Chimneys – 6:27
4. Along a Bearded Glade – 2:17
5. Swell Song – 4:08
6. Showered – 5:25
7. A Donkey's Burial in a Tower on a Mirage – 9:44
8. Adoration de l'Agneau Mystique – 7:22
9. Porridge for the Calydonian Boar – 9:42
10. Siberian Penal Colony (Ode to Joel Stanley) – 7:59
11. Green Wings Fly Adventure (Showered Reprise) – 7:19

## Musicisti
- Mark Hanson – basso, batteria, voce
- Daniel Oxenberg – chitarra, voce
- Steven Shavel – chitarra, voce
- Jon Shere – chitarra, voce
- Jim Spring – chitarra